# Inukai Tsuyoshi
Inukai Tsuyoshi (犬養 毅?  20 de abril de 1855-15 de mayo de 1932) fue un político japonés, vigésimo noveno primer ministro de Japón (desde el 13 de diciembre de 1931 hasta el 15 de mayo de 1932).

## Primeros años
Nació en una familia de samurái en el Niwase han, provincia de Bizen (actual ciudad de Okayama, prefectura de Okayama) y se graduó de la Universidad de Keiō en Tokio. En su juventud, trabajó como periodista. Acompañó al Ejército Imperial Japonés durante la Rebelión Satsuma como reportero para el Yubin Hochi Shimbun.

## Carrera política
Inukai se afilió al partido Rikken Kaishintō en 1882, que apoyaba las causas políticas liberales, y se opuso miembros de los antiguos dominios de Chōshū y Satsuma controlasen el Gobierno. Fue elegido diputado de la Cámara de Representantes en 1890, y renovó el escaño diecisiete veces.
Su primer puesto en el gabinete fue el de ministro de Educación en el primer Gobierno de Okuma Shigenobu en 1898, y como ministro de Asuntos Internos y Comunicaciones en el segundo período de Yamamoto Gonnohyoe.
Fue una figura clave en el Shinpotō, en el Kenseitō y en el Rikken Kokumintō, que finalmente terminó con el gobierno de Katsura Tarō en 1913.
En 1922, el Rikken Kokuminto se convirtió en el Kakushin Kurabu, que unió fuerzas con otros pequeños partidos para formar el gabinete de Katō Takaaki en 1924. Inukai fungió en el gabinete e calidad de ministro de Asuntos Internos y Comunicaciones. El Kakushin Kurabu se unió con el Rikken Seiyūkai, del que Inukai continuó siendo un miembro clave. En 1929, tras la muerte repentina de Tanaka Giichi, devino presidente del Rikken Seiyūkai.

## Primer ministro

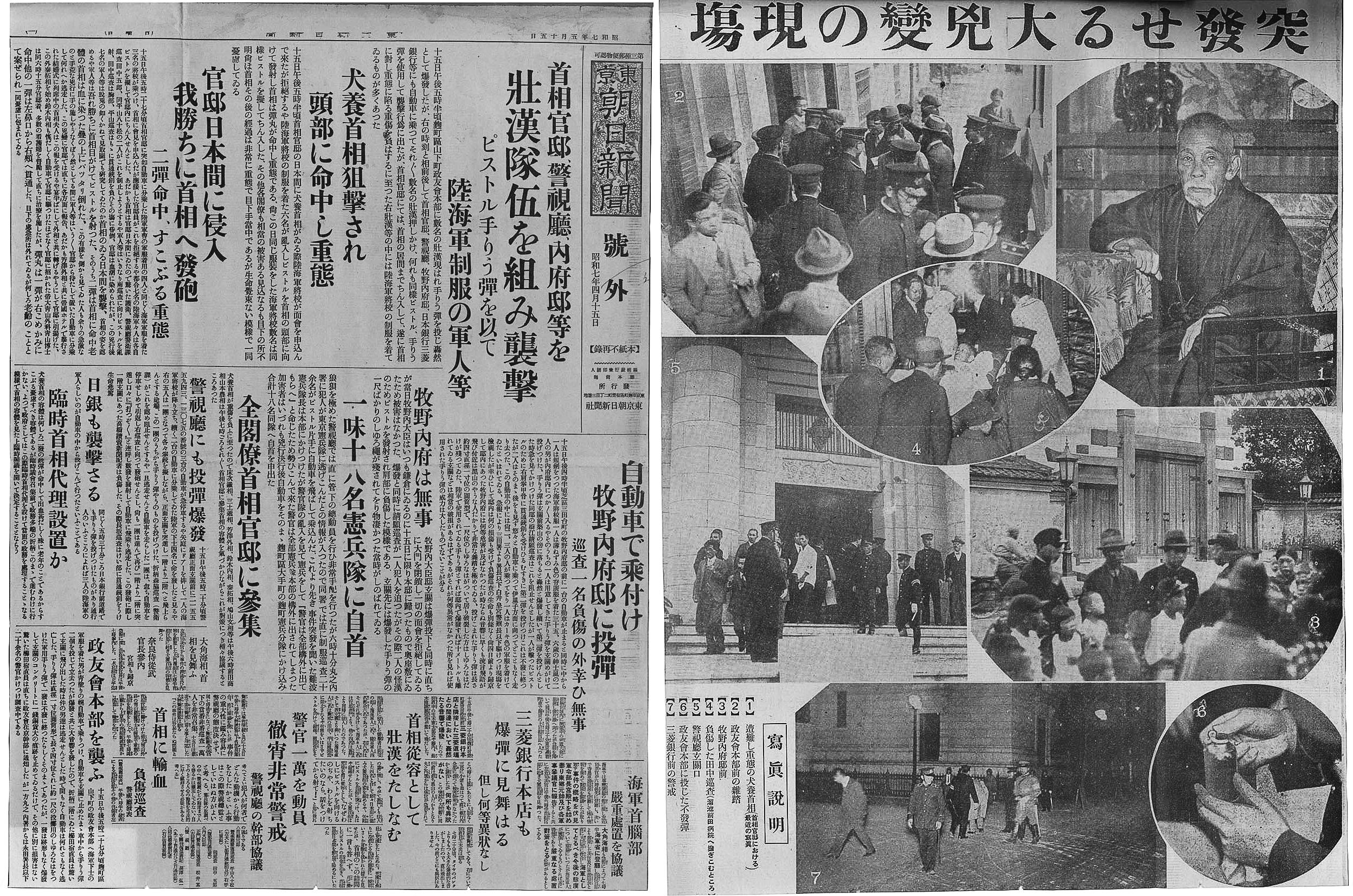
Artículo del diario Tokyo Asahi Shimbun del 15 de mayo de 1932 que recoge el asesinato de Inukai y de la tentativa de golpe de Estado.

Inukai se convirtió en vigesimonoveno primer ministro de Japón en 1931. En ese entonces, Japón se enfrentaba una situación económica seria debida a los efectos de la Gran Depresión de 1929 y su prematuro regreso al patrón oro. El gobierno de Inukai tomó medidas para inflar la economía. Sin embargo, no fue capaz de imponer restricciones fiscales sobre el ejército, ni de controlar los asuntos militares en China, tras el incidente de Manchuria. La constante disputa con el poder militar condujo al asesinato de Inukai durante el golpe de Estado del 15 de mayo de 1932 —un grupo de fanáticos con lazos con la Armada lo mató después de que hubiese ratificado el Tratado de Londres, que ponía límites a la Armada—, y marcó el fin del control político civil en el gobierno hasta el final de la Segunda Guerra Mundial.